# Чернокрылый дымчатый коршун
Чернокры́лый ды́мчатый ко́ршун (лат. Elanus caeruleus) — хищная птица семейства ястребиных. Выделяют три подвида.

## Распространение
Обитает на открытых ландшафтах, саваннах и редколесьях Африки, Индии и Юго-Восточной Азии, а также на юге Испании. Ведет оседлый образ жизни.

## Описание
Чернокрылый дымчатый коршун достигает длины 30—37 см; самцы весят от 197 до 277 г, самки немного крупнее и весят 219—343 г; размах крыльев варьирует от 77 до 92 см.
Особенностями чернокрылого дымчатого коршуна являются голубовато—сизая спина и красные глаза, которые особенно заметны, когда он парит в воздухе.

## Галерея

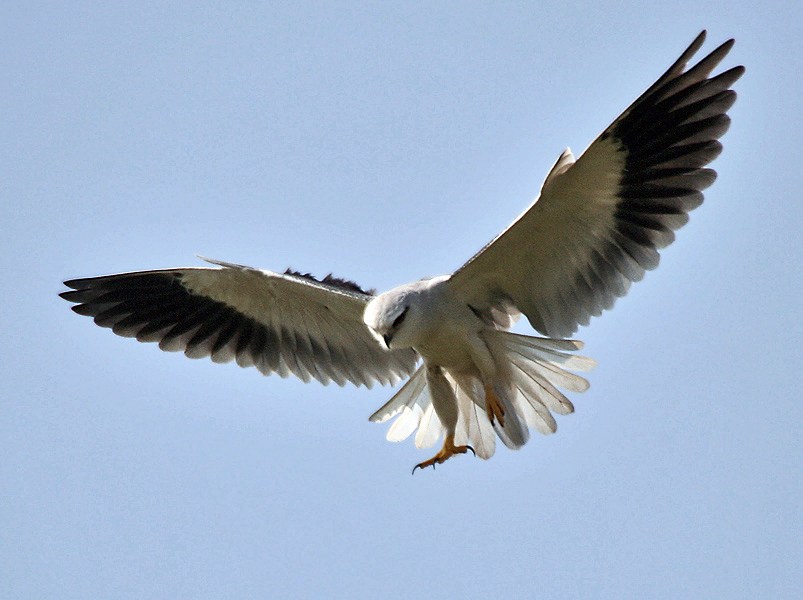
В полёте (Хайдарабад)
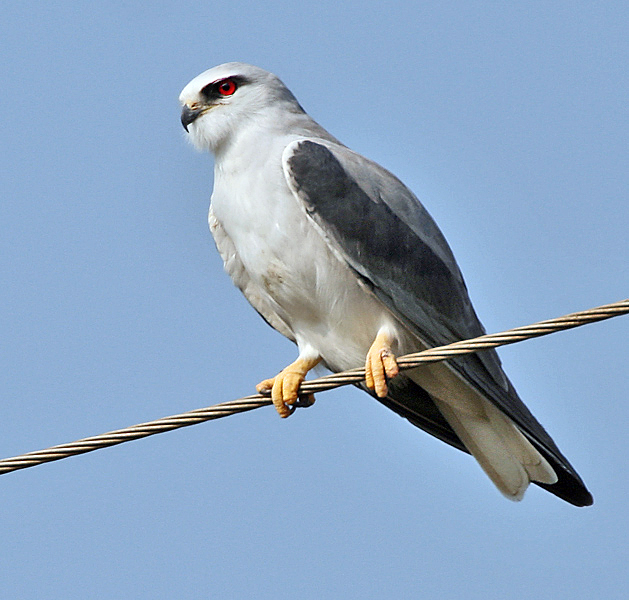
В заповеднике Kawal (Андхра-Прадеш)
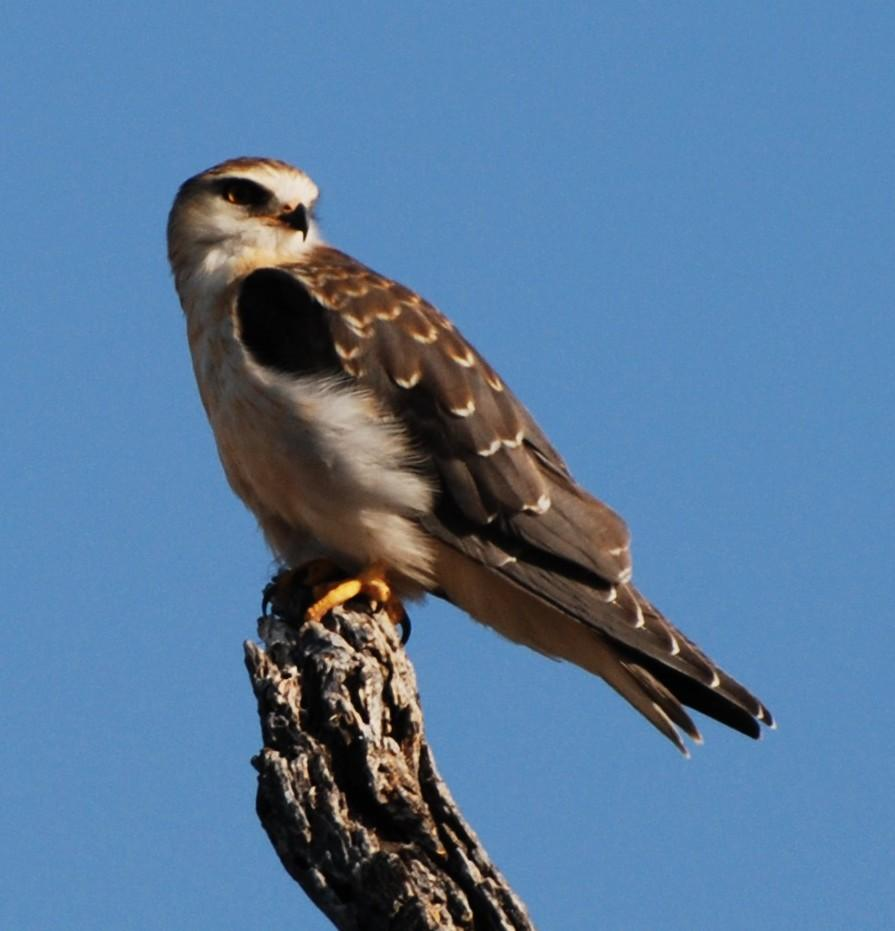
Вид сбоку
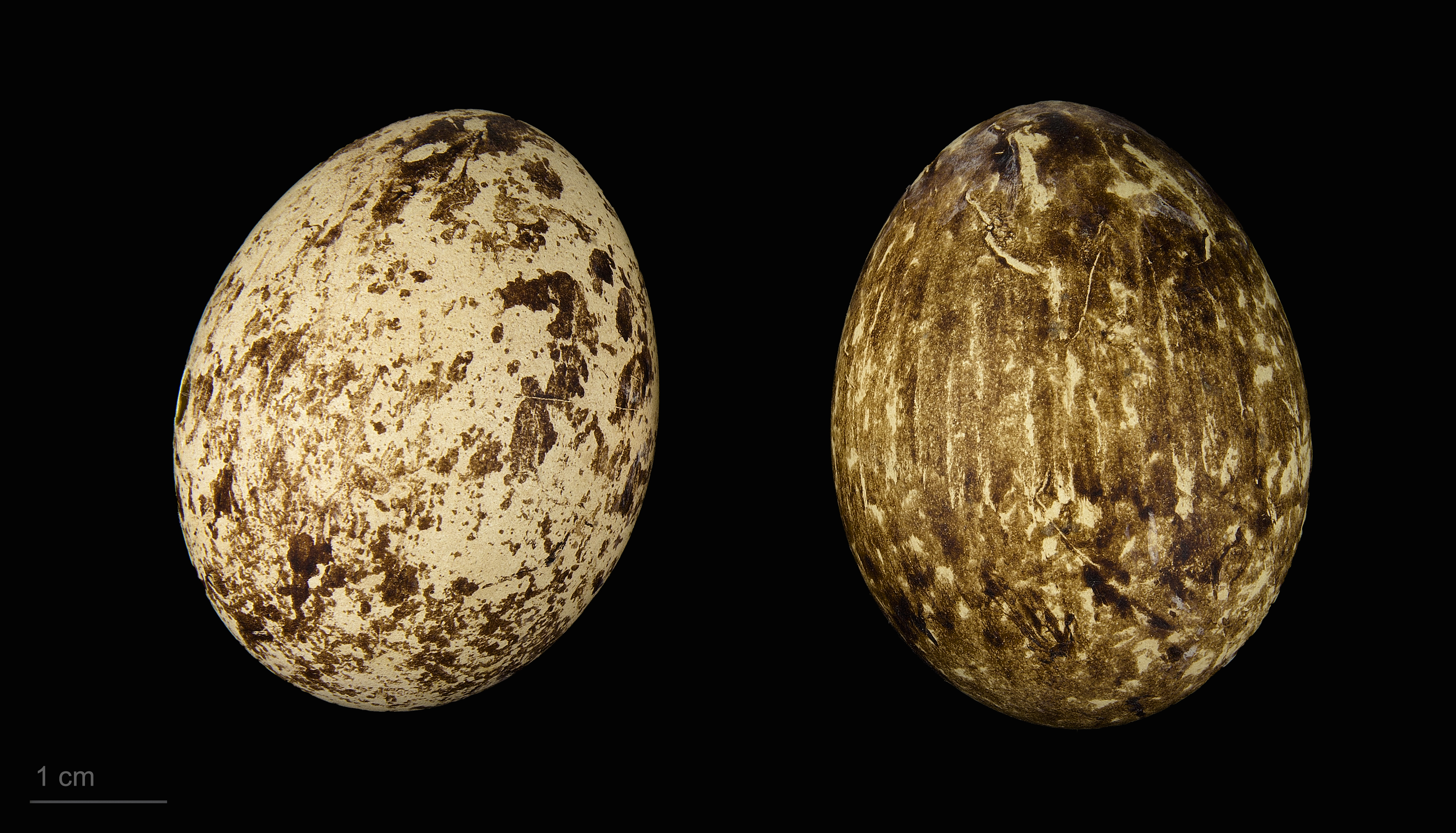
яйцо Elanus caeruleus -  Тулузский музей